# 尚特卢 (厄尔省)
尚特卢（法語：Chanteloup，法語發音：[ʃɑ̃tlu]）是法国厄尔省的一个旧市镇，属于埃夫勒区。2016年，尚特卢与临近的3个市镇合并为新市镇马尔布瓦。

## 地理
尚特卢（48°52'55"N, 1°1'42"E）面积4.2 平方千米，位于法国诺曼底大区厄尔省，该省份为法国北部内陆省份，北起滨海塞纳省，西接奧恩省和卡爾瓦多斯省，南至厄尔-卢瓦省，东临瓦兹省、瓦兹河谷省和伊夫林省。
与尚特卢接壤的市镇（或旧市镇、城区）包括：勒龙斯奈-欧特奈、伊通河畔梅尼勒、莱塞萨尔、芒特隆、勒萨克。

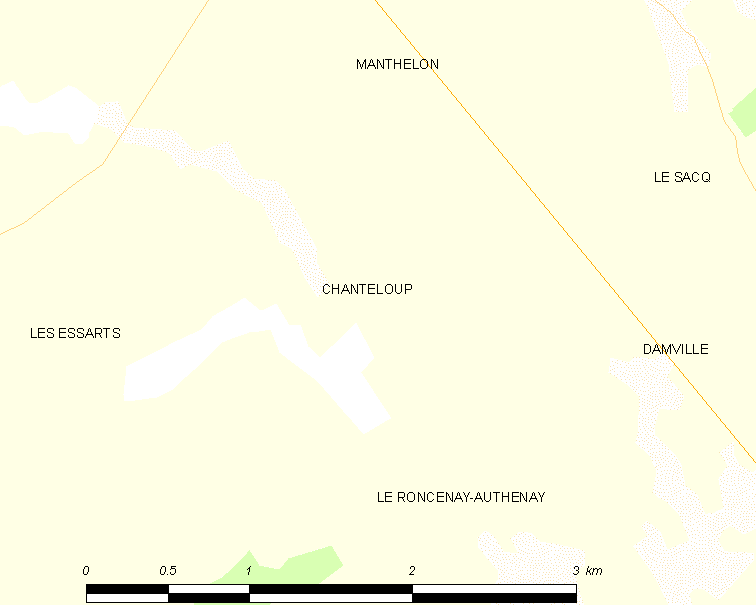
的OSM定位图

尚特卢的时区为UTC+01:00、UTC+02:00（夏令时）。

## 行政
尚特卢的邮政编码为27240，INSEE市镇编码为27145。

## 政治
尚特卢所属的省级选区为阿夫尔河和伊通河畔韦尔讷伊县。

## 人口

1962-2008年间人口变化图示

尚特卢于2018年1月1日时的人口数量为96人。